# Spojené státy americké na Zimních olympijských hrách 1936
Spojené státy americké na Zimních olympijských hrách 1936 reprezentovalo 55 sportovců (46 mužů a 9 žen) v 8 sportech.

## Medailisté
| Medaile | Jméno | Sport          | Disciplína  |
| ------- | --- | -------------- | ----------- |
| Zlato   | Ivan Brown Alan Washbond | Boby           | Dvojbob     |
| Bronz   | Gilbert Colgate Richard Lawrence | Boby           | Dvojbob     |
| Bronz   | John Garrison August Kammer Philip LaBatte John Lax Thomas Moone Elbridge Ross Paul Rowe Francis Shaughnessy Gordon Smith Francis Spain Frank Stubbs | Lední hokej    | Turnaj mužů |
| Bronz   | Leo Freisinger | Rychlobruslení | Muži 500 m  |